# غسیره
غسیره (به عربی: غسیرة) یک شهرداری در الجزایر است که در استان باتنه واقع شده‌است.